# Valcebollère
Valcebollère là một xã trong tỉnh Pyrénées-Orientales, vùng Occitanie phía nam nước Pháp. Xã Valcebollère nằm ở khu vực có độ cao trung bình 1247 mét trên mực nước biển.